# العلاقات الإسرائيلية الكورية الجنوبية
تشير العلاقات بين إسرائيل وكوريا الجنوبية إلى العلاقات الدبلوماسية والتجارية والثقافية بين إسرائيل وكوريا الجنوبية. حافظت كوريا الجنوبية على علاقاتها مع إسرائيل منذ عام 1948، وفي 10 أبريل 1962 بدأت الدولتان علاقات دبلوماسية رسمية. أعربت إسرائيل وكوريا الجنوبية عن اهتمامهما بتعزيز العلاقة في جميع المجالات لا سيما الدفاع وأيضًا الطاقة المتجددة والعلوم والتكنولوجيا والتجارة الثنائية. وقعت إسرائيل وكوريا الجنوبية اتفاقية التجارة الحرة في عام 2021.
تعترف إسرائيل بجمهورية كوريا باعتبارها الحكومة الشرعية الوحيدة في شبه الجزيرة الكورية ولا تعترف أبدًا بشرعية كوريا الشمالية التي لا تعترف بدورها بإسرائيل.

## العلاقات العسكرية
في 5 سبتمبر 2011 أعلنت كوريا الجنوبية عن نيتها شراء صواريخ سبايك الموجهة من إنتاج أنظمة رافائيل الدفاعية المتقدمة في إطار جهودها لتعزيز الأمن قرب حدودها المتوترة على الساحل الغربي مع كوريا الشمالية.
أعربت كوريا الجنوبية عن اهتمامها بشراء نظام الدفاع الصاروخي الإسرائيلي "القبة الحديدية". وفي 15 أغسطس/آب 2014، جددت كوريا الجنوبية اهتمامها.
ونقلت وكالة الأنباء الكورية الجنوبية عن مصدر عسكري قوله إن سول وافقت في الآونة الأخيرة على شراء صواريخ سپايك، وإنه سيجري نشر هذه الصواريخ في أواخر 2011. وقال المصدر إنه سيجري نشر نحو 50 صاروخا على جزيرتي باينجنيونك ويونبيونك التابعتين لكوريا الجنوبية في البحر الأصفر.[بحاجة لمصدر]